# Université de Tizi Ouzou
L'université Mouloud-Mammeri de Tizi Ouzou (UMMTO) (en kabyle : Tasdawit Lmulud At Mεemmar, en caractères tifinaghs : ⵜⴰⵙⴷⴰⵡⵉⵜ ⵍⵎⵓⵍⵓⴷ ⴰⵜ ⵎⵄⴰⵎⴻⵔ et en arabe : جامعة مولود معمري), est une université algérienne située dans la ville de Tizi Ouzou en grande Kabylie, Algérie. 
Elle porte le nom de Mouloud Mammeri, écrivain anthropologue et linguiste algérien d'expression kabyle. Elle fut au cœur des révoltes laïques, démocratiques, identitaires, culturelles et linguistiques kabyles d'avril 1980 (Tafsut Imazighen, littéralement "le printemps des Berbères"). Les autorités y arrêtèrent et y massacrèrent des centaines de jeunes Kabyles, justifiant un maintien de l'ordre.

Si en 1977, à sa création, 490 étudiants firent leur entrée au sein de l'université, ce nombre ne cesse de croître année après année pour atteindre en 2009 quelque 42 000 étudiants.

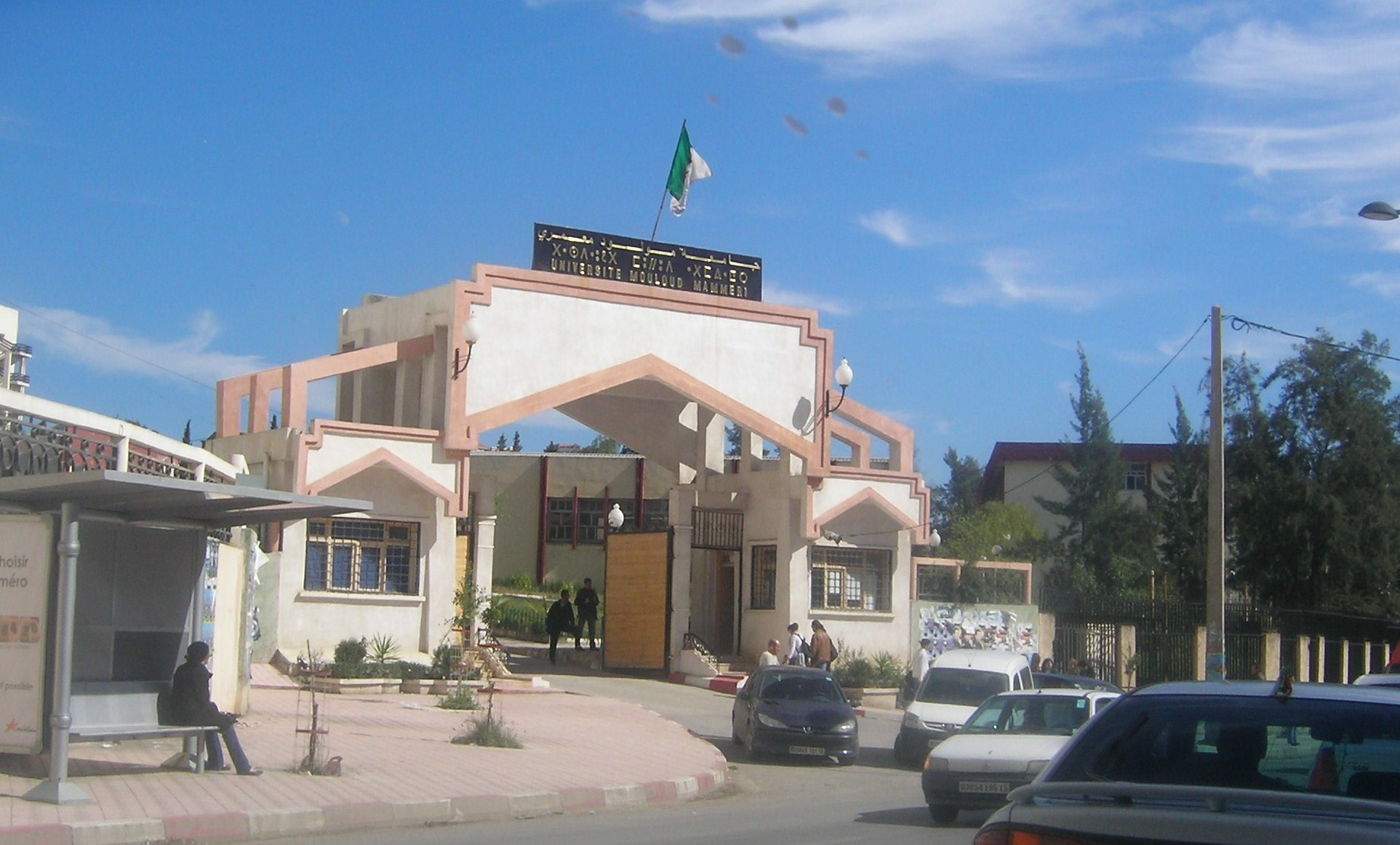
Entrée sud du campus Ihe Elle fut au cœur des révoltes laïques, démocratiques, identitaires, culturelles et linguistiques kabyles d'avril 1980. Les autorités y arrêtèrent et y massacrèrent des centaines de jeunes Kabyles, parce que Kabyles et parlant leur langue

## Histoire

### Création et développement
L'université de Tizi-Ouzou est créée en 1977 (décret no 77-93 du 20 juin 1977, JORADP n. 51 du 26.06.1977) sous forme de Centre universitaire rattaché à l'université d'Alger.
En 1989, le Centre universitaire de Tizi-Ouzou devient une université à part entière (décret no 89-139 du 1er août 1989).
Dès sa création, il a été doté de sa personnalité juridique et, partant, de son autonomie financière. Il est vrai que les quelques mois qui avaient précédé son ouverture, dans l'attente du rattachement des crédits budgétaires nécessaires à son fonctionnement et de l'agrément, par le ministère des finances d'un agent comptable chargé de gérer ces mêmes crédits, il a bénéficié d'une avance consentie par le Centre des Œuvres universitaires et scolaires (COUS) d'Alger.

### Développement
En 1984, le Centre universitaire de Tizi-Ouzou éclate en 9 instituts :
- INES des Sciences Juridiques et Administratives (présentement Faculté de droit et des sciences politiques, FDSP)
- INES d'Agronomie
- INES de Biologie
- INES des Lettres et littérature arabes
- INES de Génie Civil
- INES des Sciences Économiques
- INES des Sciences Médicales
- INES d'Électronique et Informatique

En 1989, cinq nouveaux départements y sont créés :
- Département d'Architecture.
- Département d'Électronique.
- Département des Langues Étrangères
- Département des Sciences Exactes
- Département de Génie Mécanique

En 1991, les quatre premiers départements cités deviennent des instituts. Quant au cinquième, il n'est érigé en institut qu'en 1995.
En 1990, le département des Langues et Culture Amazigh a vu le jour par arrêté ministériel.
L'université compte actuellement 9 facultés réparties sur plusieurs sites notamment Boukhalfa (faculté de Droit et Sciences politiques, et Résidences), Hesnaoua, Bastos (Technologie et Résidences), Tamda (Sciences Humaines, Annexes facultés de sciences, d'informatique, de Médecine, et Résidences)...

### Le printemps berbère
En 1980, l'université de Tizi-Ouzou a été au cœur des événements connus sous l'appellation de printemps berbère. Une conférence de Mouloud Mammeri sur la poésie kabyle ancienne a été annulée sous l'ordre des autorités politiques et Mouloud Mammeri qui venait d'Alger a été arrêté à Draa-Ben-Khedda. Pour protester, les étudiants occupèrent le campus et la police les délogea avec force le 20 avril 1980[réf. souhaitée]. Le mouvement de protestation parti de l'université s'est élargi rapidement à toute la population, ce qui donna naissance au Mouvement culturel berbère (MCB)[réf. souhaitée], cheville ouvrière de la contestation qui a porté des années durant la revendication identitaire et la lutte pour la reconnaissance de la langue et de la culture berbères en Algérie

## Classement
L'université est classée par le U.S. News & World Report au 97e rang du classement régional 2016 des universités arabes.

## Les campus

### Campus Hasnaoua
C'est le campus principal de l'université Mouloud-Mammeri, car il abrite le rectorat des trois campus, en particulier, plusieurs départements de différentes facultés et spécialités dont les langues étrangères français, anglais,et la spécialité de la langue maternelle de tamazight, ainsi que les branches de gestion, science politique et langue arabe.
En face du portail principal, on trouve la faculté de Médecine (ex-Biomédical) qui englobe les trois spécialités de sciences médicales (Médecine, Médecine dentaire et Pharmacie). Cette faculté sera prochainement démolie et remplacée par une toute nouvelle faculté de Médecine, le bureau d'étude et le projet gagnant ont été choisis l'an 2019. En raison de l'insuffisance des places pédagogiques, les étudiants en première et en deuxième année étudient temporairement, depuis l'an 2018, au campus Tamda.
Le campus accueille la cité universitaire de Hasnaoua, à l'intérieur et deux restaurants. Il se compose de trois portails principaux sud, est et ouest, et un arrêt de bus au nord, à l'extérieur de la zone de l'université. 
Chaque année les nouveaux bacheliers doivent s'inscrire et passer par ce campus.

### Campus Bastos
Le campus se compose de plusieurs facultés : 
- Faculté des sciences biologiques et agronomiques ;
- Faculté des sciences technologiques ;
- Faculté de génie de la construction ;
- Facultés de génie électrique et d'informatique.

### Campus Tamda
Le campus est le plus récent, il accueille dans son grand site de résidence de nombreux étudiants et résident nationaux et internationaux.
Le campus se compose de plusieurs facultés et départements :
- Département des sciences biologiques ;
- Département des sciences géologiques ;
- Département des sciences humaines et sociales ;
- Département d'architecture ;
- Faculté de médecine.

## Les études berbères

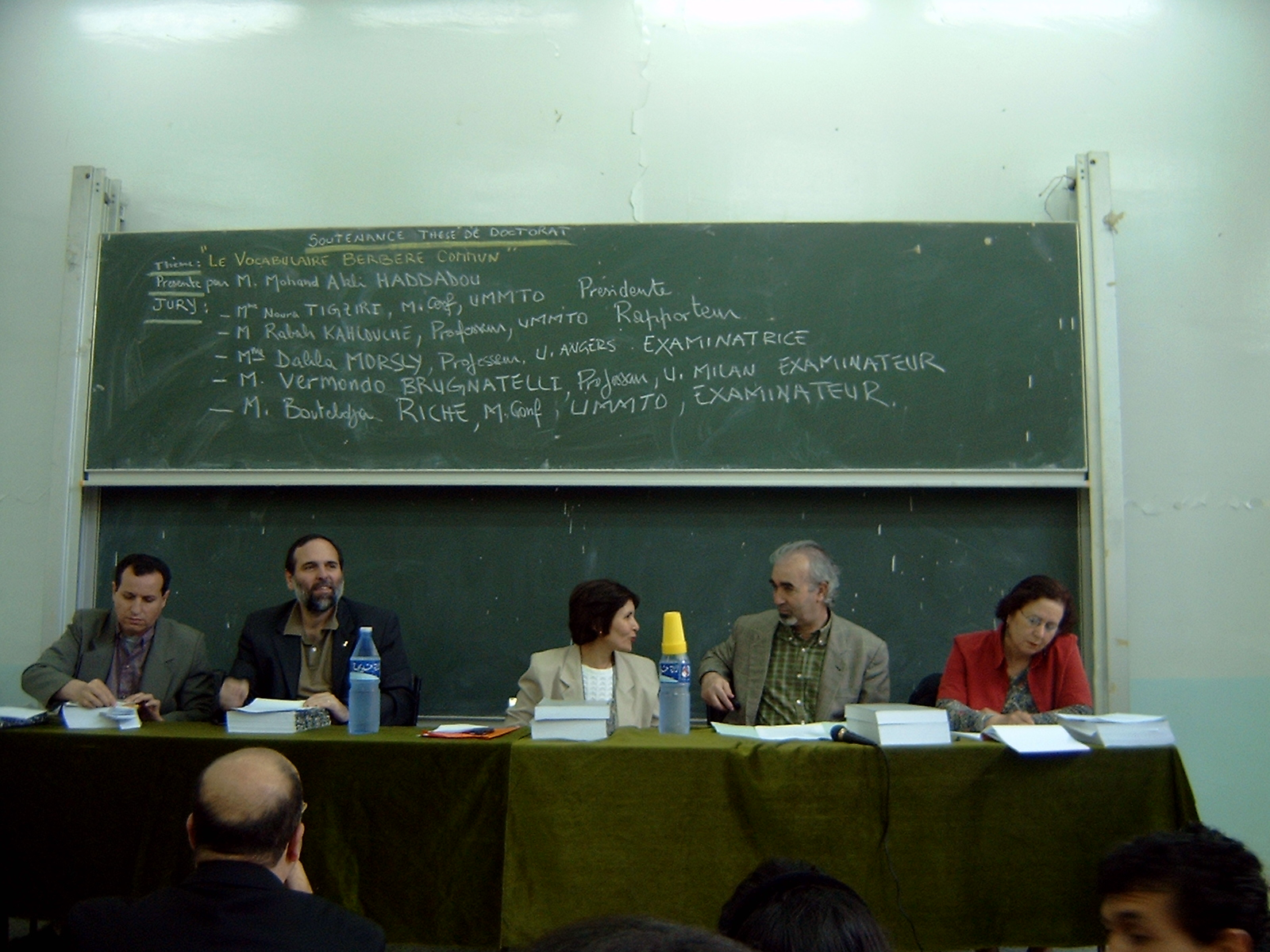
La première thèse de doctorat en linguistique berbère a l'Université de Mouloud Mammeri le 28 mai 2003

La première thèse de doctorat en linguistique berbère a été soutenue à l'université de Tizi-Ouzou le 28 mai 2003[réf. souhaitée]. 
L'université de Tizi-Ouzou est la première université algérienne à être dotée d'un département de langue et culture berbères (DLCA) en janvier 1990[réf. souhaitée], suivie par un autre à l'université de Béjaïa et tout dernièrement par un nouveau à l'université de Bouira.